# UAP (IMOCA)
UAP est un voilier monocoque de course au large de classe IMOCA mis à l'eau en juin 1986, conçu par le cabinet Joubert-Nivelt et Jean-Yves Terlain et construit par Marc Pinta. 

## Historique
Pour sa première compétition le bateau, skippé par un de ses concepteurs Jean-Yves Terlain se lance dans le BOC Challenge 1986-87 sous le nom UAP Médecin sans frontières qu'il termine en troisième position en 146 j soit 12 j de plus que le vainqueur Philippe Jeantot.
En 1988, Jean Yves Terlain engage le bateau sous le nom UAP 1992 dans la Transat anglaise qu'il gagne en monocoques mais finit 13e au classement général. La même année il termine second en monocoque de la Transat Québec-Saint-Malo.
En 1989, il tente le Vendée Globe mais démâte et doit abandonner.
Depuis 1994, il est transformé en bateau de croisière et navigue sous divers noms : Araok en 1999, Colombus en 2002, Aqua Sacer en 2006, WWF en 2009.

## Palmarès
- 1986-1987 :
  - 3e du BOC Challenge

- 1988 :
  - Vainqueur de la Transat anglaise en classe monocoques
  - 2e de la Transat Québec-Saint-Malo en classe monocoques
  - Vainqueur de la Route de la découverte

- 1989 :
  - Abandon dans le Vendée Globe